# Бромпирогалловый красный
Бромпирога́лловый кра́сный (2,7-дибром-4,5,6-тригидрокси-9-(2-сульфофенил)-3H-ксантен-3-он) — органическое соединение с химической формулой C19H10Br2O9S. Краситель, относящийся к ксантеновым и трифенилметановым классам. Зелёно-коричневатые кристаллы, растворимые в воде и спирте. Применяется как металлоиндикатор в аналитической химии.
Синонимы: дибромпирогаллолсульфофталеин, БПК.

## Свойства
Имеет вид зеленовато-коричневого кристаллического порошка. Молярная масса составляет 558,16 г/моль. Растворим в воде, этиловом спирте, ацетоне. Максимум поглощения λмакс в 5М растворе серной кислоты находится в диапазоне 475—480 нм, в околонейтральной среде при pH 6,3—7,0 — 558—564 нм, в щелочном 1М растворе гидроксида натрия — 596—600 нм.
Проявляет амфотерные свойства.

## Применение
Применяется в фотометрии для избирательного определения ионов серебра(I) и ниобия(V), а также для микрограммовых количеств редкоземельных элементов, циркония(IV) и сурьмы(III).